# Бесплатная музыкальная школа

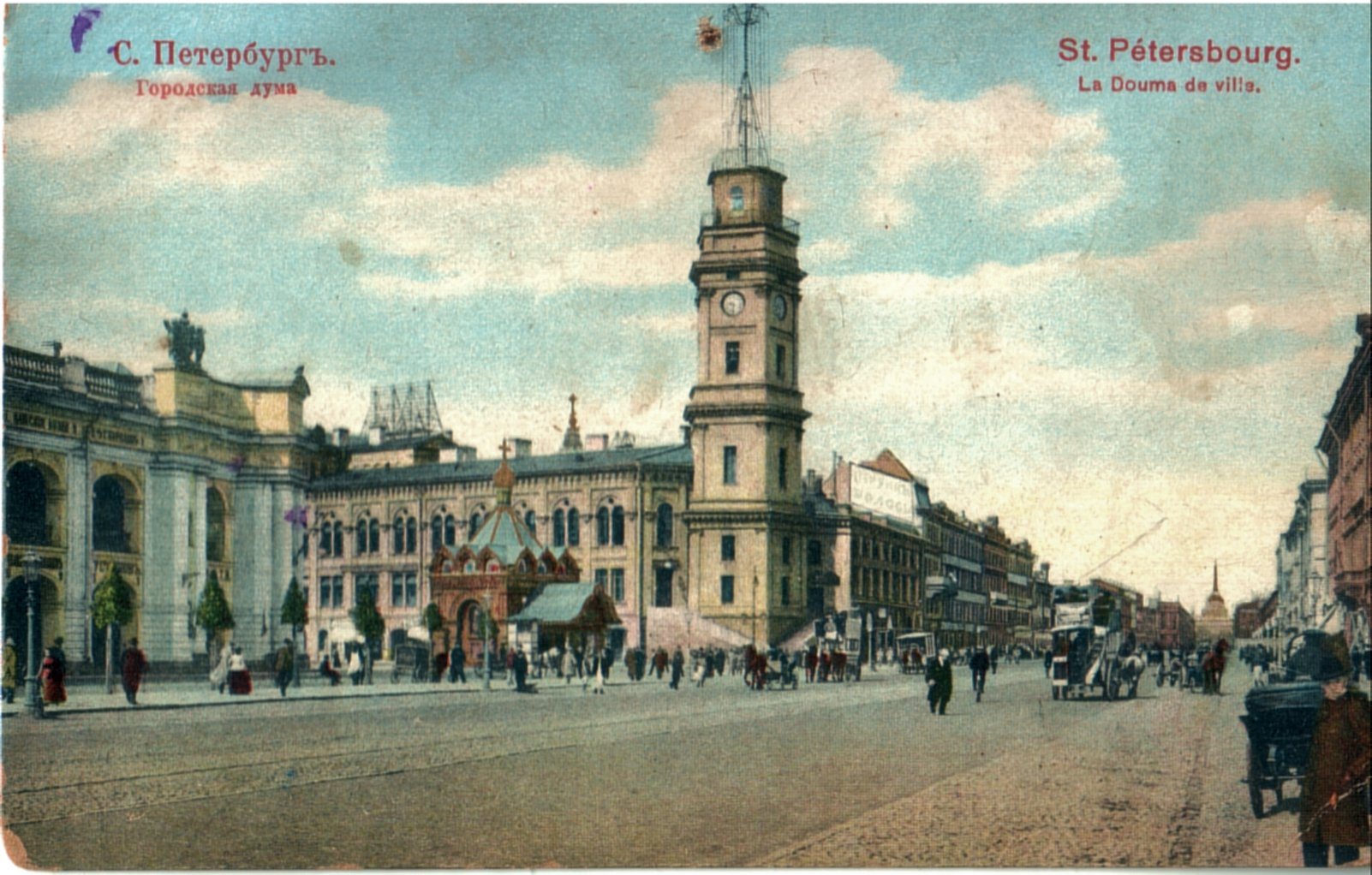
Здание Петербургской городской думы на дореволюционной почтовой карточке

Бесплатная музыкальная школа (сокращённо БМШ) — частная музыкально-просветительская организация в Петербурге. Была основана в 1862 году по инициативе М. А. Балакирева и Г. Я. Ломакина. Официально, на основании устава школа начала своё существование 11 ноября 1867. Состояла под императорским покровительством. Директорами школы были Г. Я. Ломакин (в 1867—1868), М. А. Балакирев (1867—1873 и 1881—1908), Н. А. Римский-Корсаков (1874—1881), С. М. Ляпунов (1908—1917).
Цель школы Балакирев видел «в доставлении недостаточным людям дарового музыкального образования для облагорожения их стремлений и для составления из них приличных церковных хоров <…>, а также для развития из них новых дарований через приготовление солистов». Учениками БМШ были жители столицы, без возрастных и социальных ограничений. Первое помещение школа получила в Медико-хирургической академии. В дальнейшем (в 1871—1900 годах) БМШ располагалась в здании Петербургской городской думы, которое предоставлялось без арендной платы.
Бесплатная музыкальная школа была задумана её основателями не только как образовательная, но и как концертная организация (сборы от концертов составляли важную статью доходов школы). Концерты БМШ (хоровыми дирижировал Ломакин, а оркестровыми — Балакирев) в 1860-х и в 1870-х годах стали площадкой для пропаганды новой русской музыки. В них исполнялись сочинения М. И. Глинки, А. С. Даргомыжского и особенно — композиторов «Могучей кучки». Из-за недостатка финансовых средств деятельность школы со второй половины 1880-х годов была ограничена вокальными классами и преподаванием элементарной теории музыки. Концерты, некогда бывшие обязательной составляющей учебного процесса, стали редкостью (последний концерт БМШ, посвящённый памяти Балакирева, состоялся 5 марта 1911 года).
Среди преподавателей БМШ (помимо Ломакина, Балакирева и Римского-Корсакова) Н. П. Брянский, А. И. Рубец, В. Н. Пасхалов, Г. О. Дютш, В. М. Куткин. Среди выпускников школы — первый исполнитель партии Бориса Годунова, певец И. А. Мельников.
Преемницей БМШ в Петербурге (с 1918) стала Музыкальная школа имени Н. А. Римского-Корсакова.